# Maniola telmessia
Maniola telmessia là một loài bướm trong họ Nymphalidae. Loài bướm này được tìm thấy trên một số hòn đảo của Hy Lạp trong biển Aegea và từ đó thông qua Tiểu Á đến phía tây nam Iran. Tại Thổ Nhĩ Kỳ phạm vi phân phối của loài này đã được quan sát thấy ở các vùng Aegea, phía Nam Anatolia (Antalya đến Kahramanmaras) và Đông Nam Anatolia.
Bướm trưởng thành bay từ tháng 4 đến tháng 10 với một thế hệ mỗi năm. Trong mùa hè nóng, bướm trưởng thành đình dục. Quá trình giao phối diễn ra trước khi đình dục, nhưng trứng được đẻ sau đó.
Ấu trùng ăn các loại cỏ khác nhau, đặc biệt là về các loài Agrostis và Alopecurus.